# 亚历山德鲁·基库利策
亚历山德鲁·基库利策（羅馬尼亞語：Alexandru Chiculiță，1961年2月3日—），罗马尼亚男子击剑运动员。他曾代表罗马尼亚参加1984年和1992年夏季奥林匹克运动会击剑比赛，其中1984年奥运会获得一枚铜牌。